# Daniel McDonnell
Daniel James McDonnell (ur. 15 września 1988 w Glendale) – amerykański siatkarz, reprezentant Stanów Zjednoczonych, grający na pozycji środkowego. 
Po ostatnim rozegranym meczu we francuskiej Ligue A w sezonie (2023/2024) poinformował, że kończy siatkarską karierę.

## Sukcesy klubowe
Superpuchar Francji:
- 2014[8]

Puchar Francji:
- 2015

Liga francuska:
- 2015[9], 2017
- 2021, 2024[10]

Puchar Challenge:
- 2017

Puchar Polski:
- 2018

Liga polska:
- 2018

Puchar Turcji:
- 2022[11]

## Sukcesy reprezentacyjne
Puchar Panamerykański:
- 2012

Mistrzostwa Ameryki Północnej, Środkowej i Karaibów:
- 2017

Liga Narodów:
- 2019
- 2018

Mistrzostwa Świata:
- 2018